# BSI-koppeling

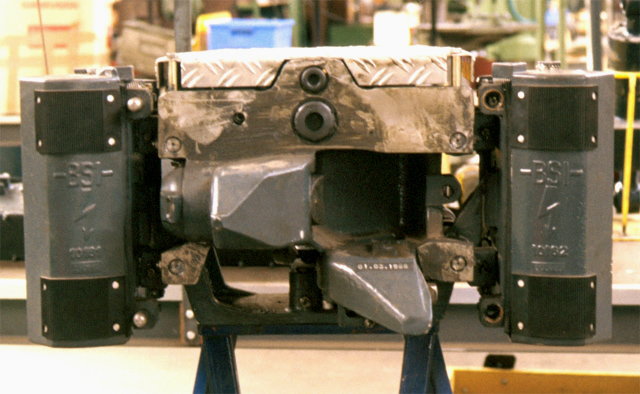
BSI-koppeling op Utrechtse sneltram

De BSI-koppeling is een type automatische koppeling dat bij passagierstreinen en trams gebruikt wordt. De naam verwijst naar Bergische Stahl Industrie, de producent gevestigd in Remscheid. Het type koppeling wordt in Nederland onder andere toegepast bij de eerste generatie tramstellen van de Sneltram Utrecht-Nieuwegein en de dubbeldekstreinen type DDZ.

## Foto's

BSI-koppelingen
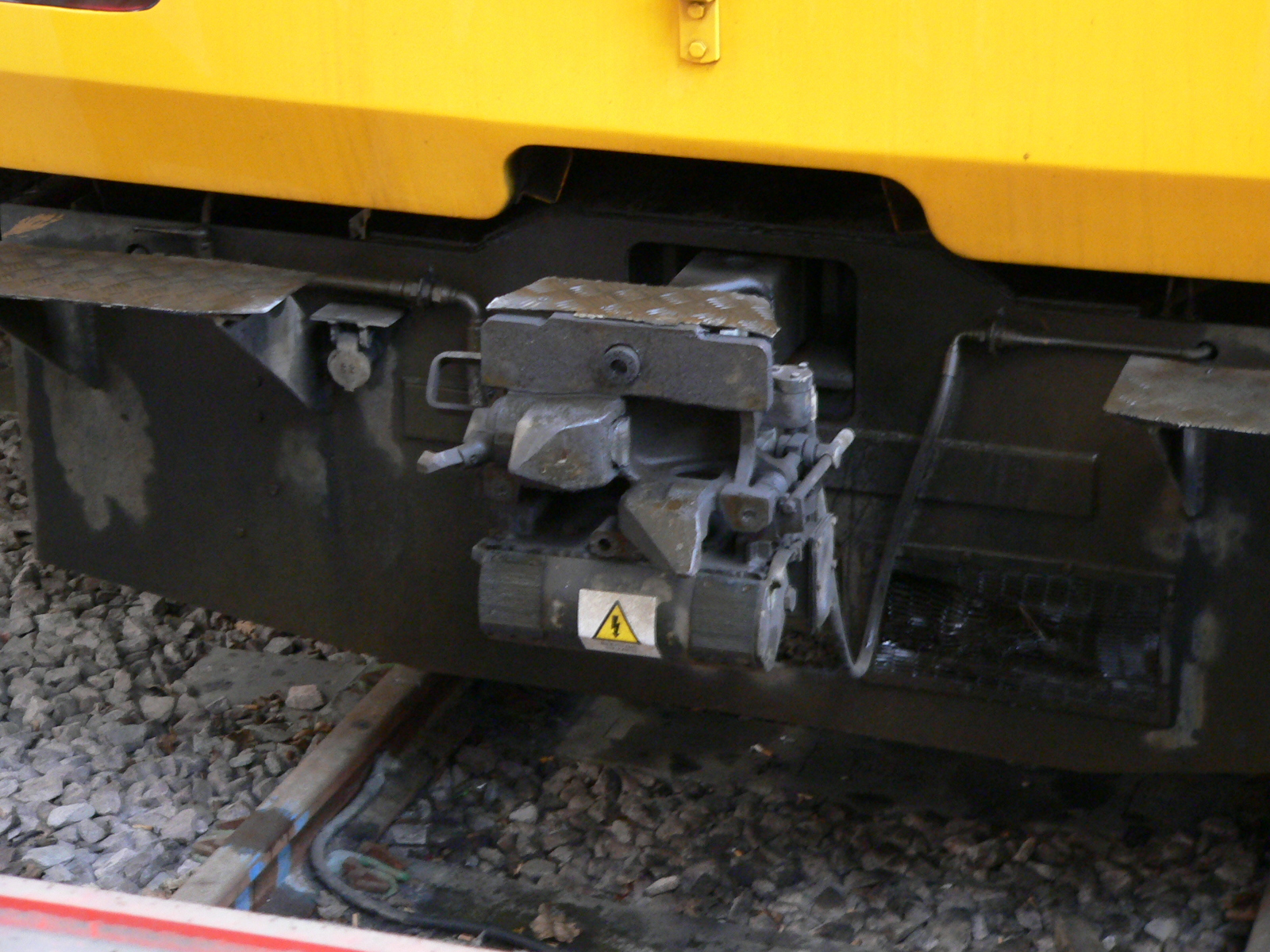
BSI-Koppeling op een Brits treinstel van Northern Rail (Pacer Class 143/144/144s
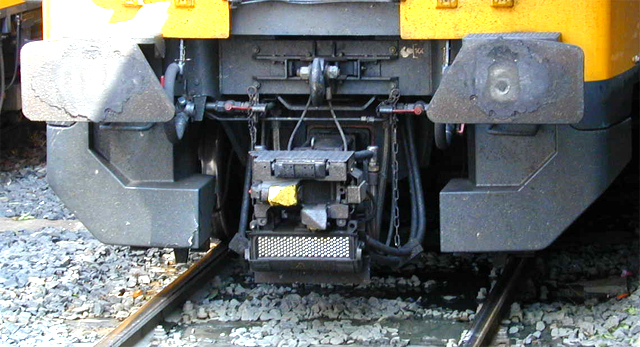
BSI-Koppeling op een Nederlands treinstel van NS type mDDM en DD-AR
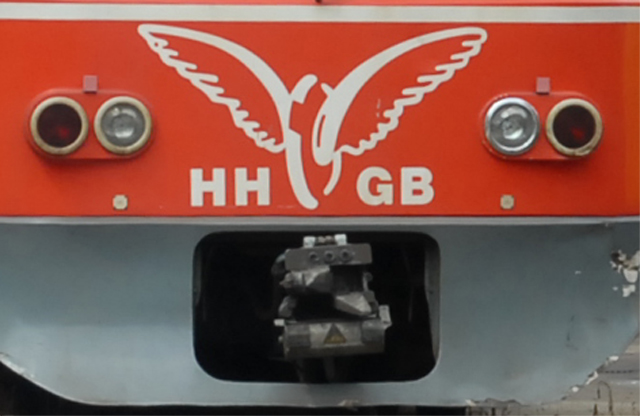
BSI-koppeling van HHGB op treinen van het type Lynette